# Легенда о радиоактивном облаке над югом России
Радиоактивное облако над югом России в 2007 году (фальшивая новость) — крупнейший дезинформационный вброс, случившийся во второй половине мая 2007 года на юге России и в ряде республик Северного Кавказа, вызвавший панику среди населения и всеобщую перегрузку сетей сотовых операторов, поскольку дежурные аварийных служб не справлялись со шквалом звонков от местных жителей. По слухам, в результате серьёзной аварии на одной из атомных станций произошёл выброс радиоактивного облака, которое должно было накрыть часть регионов ЮФО и Северного Кавказа. На волнения людей никто из официальных лиц или сотрудников МЧС не реагировал в течение двух суток, что спровоцировало панику среди населения. Данный инцидент активно освещался российскими и украинскими средствами массовой информации.

## Хронология событий
17 мая, со ссылкой на пресс-релиз информагентства электростанции, появились первые сообщения о внештатной ситуации на Волгодонской АЭС. В частности сообщалось, что энергоблок N1 остановлен для устранения дефекта в системе турбогенератора. 18 мая, преимущественно в Ростовской области, появился слух о радиоактивном облаке, надвигающемся на российский юг со стороны Украины. Люди кинулись звонить родным и знакомым и выяснили, что в некоторых СМИ уже несколько дней гуляет информация о якобы происшедшей аварии на Запорожской АЭС, а также о повышении радиационного фона на Южно-Украинской и Хмельницкой АЭС. В тот же день МЧС Украины опровергла слухи о нарушениях в работе атомных станций страны.
В воскресенье 20 мая разнеслась очередная «новость»: авария, оказывается, произошла в соседней с Кубанью Ростовской области на Волгодонской АЭС. Сообщения об этом стремительно распространяли друг другу владельцы мобильных телефонов, и к полудню все только и говорили, что о надвигающейся угрозе. Паника накрыла не только Ростовскую область, но и весь Краснодарский край. Люди кинулись в аптеки скупать йод, считавшийся народным средством от радиации, и запасаться питьевой водой, детей перестали выпускать на улицу и плотно закрыли форточки на окнах квартир. Народ со страхом ждал «ядовитое облако», которое, по заверениям паникёров, вот-вот накроет южные регионы России. Сутки спустя паника докатилась до Ставрополья и республик Северного Кавказа.
Проблему усугубляло отсутствие каких бы то ни было комментариев из официальных источников и от специальных служб. Количество звонков граждан на Единый телефон спасения превысил 300 тысяч вместо нормы в 4 тысячи звонков в сутки, что привело к невозможности служб принимать другую информацию о пожарах и ЧС. Только ближе к вечеру воскресенья 20 мая по одному из местных телеканалов с опровержением выступил начальник Главного управления МЧС по Краснодарскому краю генерал-майор Пётр Ефремов. Эти опровержения однако не вызвали доверия у населения и не остановили распространения слухов. На следующий день начались официальные опровержения через центральные СМИ. МЧС и Росэнергоатом официально опровергли слухи об аварии. Представитель Росэнергоатома сообщил, что первый энергоблок Волгодонской АЭС уже месяц находится на плановом ремонте. По сообщениям Росгидромета, радиационный фон в районе Волгодонской АЭС соответствует естественным значениям и никаких превышений в период с 17 по 21 мая зафиксировано не было. По просьбе ГУ МЧС сотовые операторы разослали своим клиентам на мобильные телефоны SMS-сообщения, что информация об авариях на АЭС и надвигающемся радиоактивном облаке является ложной. Но и это не изменило ситуацию. Потребовалось ещё несколько дней, чтобы успокоить население.

## Свидетельства очевидцев
Татьяна Митропольская, жительница Махачкалы: 

«Нам ещё ночью друзья стали звонить. Потом пришла соседка ко мне и сказала, что и ей тоже позвонили. Мы вышли на улицу, подошли к стоявшим там людям, стали спрашивать, что случилось. Они сказали, что взорвался реактор в Волгодонске».
Валентина Давыдова, заведующая аптекой: 

«Сегодня уже в шесть утра народ стал бежать в аптеку покупать йод. Мы сами до сих пор не знаем, правда ли то, что говорят про радиацию. Но люди смели весь наш йод. Во второй половине дня ещё партию со склада получим».
Алексей, житель города Краснодара: 

«Моим родителям ещё в воскресенье стали приходить сообщения от знакомых на мобильные о том, что на Краснодар надвигается радиоактивное облако и не стоит выходить из дома. В понедельник в час пик я шел по центру города и был поражен обезлюдевшими центральными улицами, количество транспорта на дорогах сократилось. Многие сильно напуганы».
Один из жителей Волгодонска: 

«Мы знаем одно: если на АЭС случится что-то серьёзное, то руководство станции первым делом начнет эвакуировать свои семьи. Поэтому мы с женой сразу же попытались узнать, на месте ли семьи топ-менеджеров АЭС. Через знакомых убедились, что многие люди, занимающие ответственные посты, спокойно сидят дома, и поняли, что паниковать незачем. К сожалению, для нас это едва ли не единственный надежный способ проверить тревожную информацию».

## Официальная версия событий
Ряд официальных лиц дали противоречивые комментарии по поводу случившегося.
Так, представители Федерального агентства РФ по атомной энергии назвали эту ситуацию информационной диверсией. В частности пресс-секретарь Федерального агентства РФ по атомной энергии Сергей Новиков заявил :

 «Мы считаем, что это провокация, а не бытовое хулиганство, кочующее из субъектов в субъекты: из Ростовской области в Краснодарский край, из Краснодарского края в Ставропольский, а оттуда — в Чеченскую Республику. Такого масштаба бытового хулиганства никто себе представить не может. Я думаю, что это спланированная информационная провокация».
Также выразил свою точку зрения глава подкомитета по атомной энергии комитета по ТЭК Госдумы РФ Виктор Опекунов, указав при этом на конкретных виновников распространения ложной информации, а именно неких организаций, выступающих против атомной энергетики :

«Информацию о чрезвычайном происшествии на Волгодонской АЭС распространили, скорее всего, с целью настроить общественное мнение против атомной энергетики. Есть ряд организаций, которые выступают против атомной энергетики и выдают неверную информацию об атомных объектах, преувеличивают риски и вызывают страх. Заявления их эмоциональны, но необоснованны».
Мнение атомщиков о целенаправленности вброса разделили представители МЧС России. Так, руководитель краевого управления МЧС Пётр Ефремов предположил, что слухи о ЧП на атомных энергостанциях — спланированная акция в преддверии курортного сезона:

«Кому выгодны эти слухи, я даже не могу представить. Но посудите сами, у нас в крае пять миллионов жителей, и у всех такая паника. Могу предположить, что это был спланированный выброс информации в преддверии курортного сезона. Это мое мнение, оно субъективное».
Наиболее категоричное мнение высказал заместитель председателя Комиссии СФ по естественным монополиям Валентин Межевич: слух об аварии на АЭС был выгоден неким зарубежным структурам, а также ещё связан с программой «Сочи 2014»:

«Локализация этой паники заставляет сделать два предположения: первое — это посеять сомнение у той стороны, которая определяет место проведения Олимпиады в 2014 году, второе — возбудить недоверие к России, которая претендует сейчас на значительную долю мирового атомного рынка. Угроза исходит из-за рубежа. Разве кому-то в России может быть выгодно сеять панику на российском Юге?».
Однако, пресс-секретарь российского союза туриндустрии Ирина Тюрина в эфире «Русской службы новостей» заявила, что вброс дезинформации о ЧП на АЭС не был намеренным и никакого отношения к началу курортного сезона на Кубани не имеет:

«Сообщение никакого влияния на спрос туристов на Краснодарский край не оказало. По нашим данным, в туристических компаниях не было никаких звонков по этому поводу».
С этим мнением были согласны и в Федеральном агентстве по туризму.
Был ещё и другой взгляд. Так, руководитель Центра информации и общественных связей концерна «Росэнергоатом» Ашот Насибов заявил, что первоначально подобные слухи появились на Украине, а затем «перешли государственную границу и начали распространяться в России». Он сказал:

«В настоящее время мы разбираемся в ситуации, развернувшейся вокруг якобы имевшего места взрыва на Волгодонской АЭС и выясняем источник распространения ложных слухов. Всю минувшую неделю украинские СМИ распространяли недостоверную информацию и слухи о неполадках в работе местных АЭС, затем эти слухи перешли в Россию, где некоторые особо впечатлительные граждане интерпретировали эту дезинформацию применительно к российским атомным станциям и начали её распространять, не задумываясь о последствиях. И, конечно, на такие слухи мгновенно отреагировали СМИ, которые в выходные испытывают информационный голод».

## Причины и источники слухов
Реальная причина для столь массовой паники осталась неизвестной. Хотя многие эксперты склоняются к версии, что в пятницу 18 мая 2007 произошло возгорание строительного бытового вагончика, расположенного на площадке строящегося второго энергоблока станции. Он тут же был потушен прибывшим на место обычным пожарным расчётом. Данное происшествие было зафиксировано одним из очевидцев и воспринято как взрыв на АЭС. Также эксперты не исключают и той версии, что слухи породили учения на Запорожской АЭС на Украине, прошедшие 18 мая.
Кроме того, немаловажную роль сыграло и то, что информация о чрезвычайном происшествии на АЭС появилась в субботу и в воскресенье, когда не работает большинство региональных СМИ, а также полное отсутствие реакции официальных лиц в первые дни. Все это способствовало быстрому распространению слухов и усилению паники среди населения.
Данный инцидент выявил наличие тотального недоверия людей к официальным источникам информации. В памяти многих остаётся Чернобыльская трагедия, когда власти пытались скрыть и замолчать как сам факт аварии на станции, так и серьёзность её последствий для населения.

## Отражение в культуре
Данные события нашли отражение в произведениях ряда художников, исследующих тему соотношения личной и коллективной памяти.